# Graomys
Graomys (Thomas, 1916) è un genere di roditori della famiglia dei Cricetidi.

## Descrizione

### Dimensioni
Al genere Graomys appartengono roditori di medie dimensioni, con lunghezza della testa e del corpo tra 106 e 165 mm, la lunghezza della coda tra 120 e 190 mm e un peso fino a 95 g.

### Caratteristiche craniche e dentarie
Il cranio presenta una caratteristica regione inter-orbitale ampia e con i margini convergenti anteriormente, la bolla timpanica è ben sviluppata. Gli incisivi superiori sono lisci e opistodonti, ovvero con le punte rivolte verso l'interno della bocca, i molari hanno la corona relativamente alta e le cuspidi frequentemente appiattite.
Sono caratterizzati dalla seguente formula dentaria:

### Aspetto
La pelliccia è lunga e liscia, le parti dorsali sono brunastre mentre le parti ventrali sono bianche con la base dei peli spesso grigia. Le orecchie sono grandi. I piedi sono allungati con l'alluce distintamente più corto del quinto dito e con le piante provviste di sei piccoli cuscinetti. La coda è più lunga della testa e del corpo, finemente ricoperta di corti peli, scura sopra e più chiara sotto e con un ciuffo di peli all'estremità. Le femmine hanno quattro paia di mammelle. È presente la cistifellea.

## Distribuzione
Il genere è diffuso nell'America meridionale dalla Bolivia centro-meridionale attraverso il Paraguay ed il Brasile meridionale fino all'Argentina meridionale.

## Tassonomia
Il genere comprende 4 specie:
- Graomys chacoensis
- Graomys domorum
- Graomys edithae
- Graomys griseoflavus